# Mutiara Baru
Mutiara Baru is een bestuurslaag in het regentschap Bener Meriah van de provincie Atjeh, Indonesië. Mutiara Baru telt 236 inwoners (volkstelling 2010).